# Bruno Banani
Bruno Banani (Eigenschreibweise bruno banani) ist ein Modeunternehmen mit Sitz in Chemnitz. Über 650 Fachgeschäfte werden im In- und Ausland mit den Produkten beliefert. Weiter ist die Marke bei B2B Großkunden vertreten und erhältlich im eigenen Onlineshop sowie auf diversen Onlineplattformen. Die Marke ist geschützt.

## Geschichte
Das Unternehmen wurde am 1. November 1993 von dem Betriebswirt Wolfgang Jassner als Mehrheitsgesellschafter und Klaus Jungnickel in Mittelbach (heute Chemnitz) in den Gebäuden des ehemaligen Volkseigenen Betriebs VEB Trikotex gegründet. Zunächst wurde mit 15 Näherinnen Designerunterwäsche für Herren, alsbald auch für Damen produziert, schließlich auch Bademode. Im Jahr 1999 zog das Unternehmen nach Chemnitz um, wo rund 120 Mitarbeiter in der Fertigung beschäftigt waren und jährlich rund 1 Million Wäscheteile hergestellt wurden. Seit 2019 wird ausschließlich in Asien über Produktionsdienstleister produziert. Der Firmensitz ist in Chemnitz verblieben, wo 30 Mitarbeiter (Stand 2023) beschäftigt sind. In den Läden werden rund 70 Mitarbeiter beschäftigt.
Lizenzprodukte aus dem Lifestyle-Bereich wie Damenoberbekleidung, Herrenkonfektion, Düfte sowie Heimtextilien ergänzen das Angebot. Die wichtigsten Lizenzpartner sind der internationale Parfüm- und Kosmetikkonzern Coty, Inc. sowie die Hamburger Otto Group. So verwaltet Coty die Lizenzrechte für die Duftreihe, bei der es sich nach eigenen Angaben um Deutschlands Parfümmarke Nummer 1 handelt und je sieben Frauen- und Herren-Düfte in Spanien, Nähe Barcelona, produziert. Außerdem vergrößerte Bruno Banani das eigene Vertriebsnetz seit 2000 durch mittlerweile 13 Verkaufsstellen im In- und Ausland.
Im Jahr 2021 wurde ein Markenumsatz in Höhe von rund 136 Millionen Euro erwirtschaftet.

## Bekanntheit und Marketing
Das Unternehmen erlangte mit ihren Wäschedesigns und Event-Marketing-Aktionen internationale Beachtung. Zu der Marketingstrategie des Unternehmens zählten neben zahlreichen Werbespots im deutschen Fernsehen und politisch motivierten Multi-Channel-Kampagnen wie der „Abwrackprämie für Unterwäsche“ auch die sogenannten „Extremtests“ (s. u.). Ein Coup gelang Bruno Banani mit der Teilnahme des gleichnamigen Rennrodlers Bruno Banani an den Olympischen Winterspielen in Sotschi 2014. Der Tongaer vertrat als Erster seine Heimat (als Polynesier) in einer Wintersportart.
| Jahr      | Titel                           | Beschreibung | Claim                                                       |
| --------- | ------------------------------- | --- | ----------------------------------------------------------- |
| 1996      | Durchquerung der Wüste          | Der Abenteurer Achill Moser reiste in 120 Tagen von Jerusalem nach Simbabwe. Die 10.000 km legte er in Bruno-Banani-Unterwäsche „Your Perfect Underwear“ zurück. | 10.000 km Adventure Tested – Ultimate Quality               |
| 1997      | ECO Challenge                   | Ausgerüstet mit der Wäschekollektion „Air Active“ bewältigte ein deutsches Sportlerteam unter extremen Voraussetzungen eine 500 km lange Strecke durch den australischen Dschungel. | „Air Active“ besteht alle Strapazen des Outbacks            |
| 1998      | MIR Mission                     | Das Unternehmen stattete Kosmonauten auf der Raumstation Mir mit der Unterwäsche „Your Dynamic Underwear“ aus. So zeigten und testeten die Kosmonauten, unter anderem Nikolai Budarin, während der Mission im All, diese Outfits. | Space Proofed Underwear – First Designer Brand in Space     |
| 2001      | Drucktest am Bermuda Dreieck    | Die Mannschaft einer Tiefseeexpedition im Bermudadreieck wurde mit der Wäschekollektion „Your Funtastic Oxygen“ ausgestattet und in einem Tauchboot in 4.800 m Tiefe geschickt. Die im Außennetz mitgeführten Styroporbecher wurden aufgrund des Drucks von 480 bar geschrumpft. Die Wäsche hielt dem Druck Stand, die Becher nicht. | Pressure Proof – First Designer Brand 4,800 m Under The Sea |
| 2007      | Abwrackprämie für Unterwäsche   | Merkel & Co. in Designer-Underwear, aufmerksamkeitsstarkes Motiv auf großen LED-Wänden zur POS Aktion, an der über 120 Händler teilnahmen – "Jetzt 500 Cent pro Teil sparen" | Wir geben alles, um die Nachfrage anzukurbeln               |
| 2010      | Mars 500                        | Sechs Astronauten aus Russland, Frankreich, Italien und China wurden für ihre Mars-Reise-Simulation mit spezieller und bunter „Bord-Unterwäsche“ ausgestattet, die vor allem die krankmachende Monotonie ihrer Mission durchbrechen sollte.                                                                                          | Mars 500 – Expedition to the limit                          |
| 2012–2015 | World Trike Tour                | Bruno Banani unterstützte das Pilotenpaar Doreen Kröber und Andreas Zmuda bei ihrer Umrundung der Welt mit einem Ultraleichtflugzeug. | Qualitätssiegel „world proofed“                             |
| 2014      | Sotschi – der Traum von Olympia | Der tongaische Rennrodler Bruno Banani schafft es bei den Olympischen Winterspielen in Sotschi auf den 32. Platz und war damit der erste Polynesier bei den Olympischen Winterspielen. | Coconut Power                                               |
| 2019      | Free State of Mind bruno banani | Bruno Banani gründet den Free State of Mind (FSOMBB) Ein virtueller Staat mit eigener humorvoller Verfassung, eine Sehnsuchtswelt, in die jeder gerne fliehen würde. Der FSOMBB lässt die Menschen teilhaben mit Aktionen rund um Umwelt- und Tierschutz, es geht um Surf-Camp- und Aussteiger-Sponsoring                            | FSOMBB                                                      |